# Noordereiland (Zwolle)
Het Noordereiland is een buurt in de Overijsselse plaats Zwolle. Het is een gedeelte van het centrum in de binnenstad.

## Geschiedenis
Het Noordereiland lag tot het einde van de zestiende eeuw buiten de stad, maar bij de aanleg van de wallen in het begin van de zeventiende eeuw veranderde de situatie. De middeleeuwse vestingswerken werden vervangen en op de plaats van het tegenwoordige Noordereiland kwamen drie bastions. Het Vispoortenbolwerk werd doorsneden door de Dijkstraat, op de plaats van de huidige parkeerplaats bevond zich het Nijkerckenbolwerk en als derde bolwerk was er de Tanerij. Op die plaats staat tegenwoordig het Huis van Bewaring. Ongeveer twee eeuwen lang hebben de bolwerken rond de stad dienstgedaan, waarna ze verdwenen. In de loop der tijd heeft het Noordereiland wel een andere bebouwing gekregen, zoals de gasfabriek in 1846 (voltooid 1848, gesloopt 1969), ijzergieterij De Nijverheid in 1851, de Ambachtsschool in 1898 (het Flevogebouw) en een tal van woningen. Rond 1970 werden veel van deze bouwwerken gesloopt. Het Noordereiland was het laatste Zwolse bastion waarvoor een stedenbouwkundig plan moest worden ontwikkeld.

## Tegenwoordig

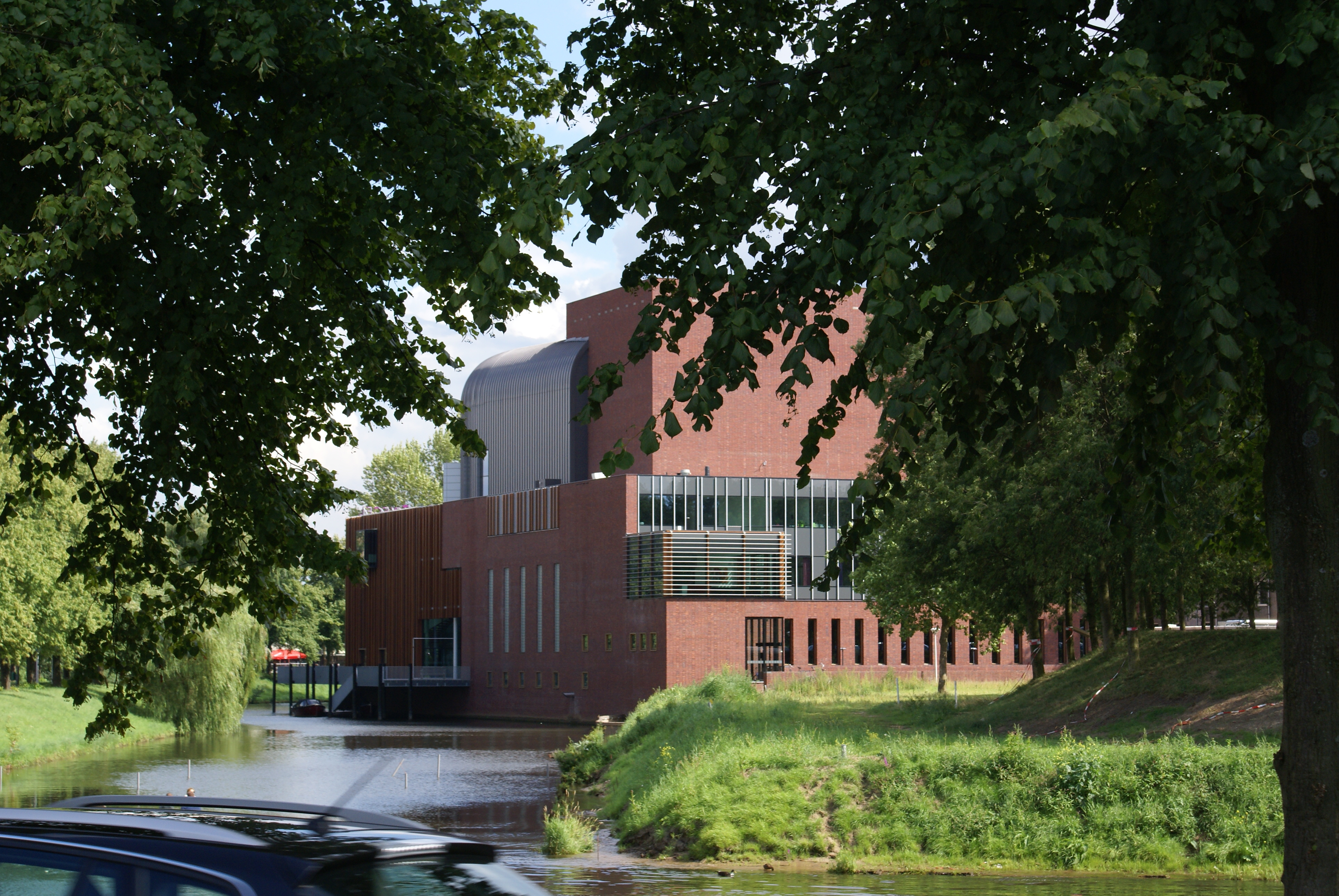
Theater de Spiegel op het Noordereiland

Tegenwoordig staat er op de plek van de afgebroken gasfabriek een theater genaamd De Spiegel. Dit werd gebouwd in 2004 en geopend door koningin Beatrix in 2006. Het theater heeft als enig theater in Nederland een beweegbaar plafond. De meest bekende straat in de buurt is de weg langs de Thorbeckegracht. In de buurt wonen 550 mensen van wie de meesten tussen de 25 en 45 jaar zijn. De door de gasfabriek nog vervuilde grond werd in 2015 gesaneerd.